# 安伽佗
安伽佗（?—?），隋朝方士，他得出预言，“李氏当为天子”，他劝说隋炀帝杀尽天下姓李的人。隋炀帝的父亲隋文帝曾经梦见洪水淹了长安城，所以迁都大兴城。正好申公李浑的侄子李敏，小名洪儿，符合谶语。宇文述是李浑的妻兄，曾经帮助李浑秘密杀死他的侄子李筠，夺得爵位。李浑答应，每年奉送给宇文述一半的国赋。但是后来却不给了。宇文述于是指使裴仁基告李浑谋反，正中隋炀帝下怀。李浑、李敏都被处死。李敏的妻子宇文氏，是隋炀帝的外甥女，隋炀帝姐姐杨丽华和北周宣帝的女儿，也被毒死。